# Mare de Déu de Valldaura
Mare de Déu de Valldaura o Santa Maria de Valldaura és una església a mig camí entre els nuclis d'Olvan i la Quar (el Berguedà). L'església és l'únic element que es conserva de l'antic monestir de monges benetes fundat el 1231 pels senyors de la Portella, per tal de fomentar l'expansió de la religiositat al lloc.

## Arquitectura
L'església da Santa Maria de Valldaura és un petit exemplar del romànic del segle xiii. Aquesta consta d'una sola nau coberta amb volta lleugerament apuntada i sense absis. Els murs es van sobrealçar en època moderna i no mostren cap mena d'ornamentació, amb un parell de blocs de pedra quadrats i polits, corresponents ja al segle xiii. La porta, oberta al mur de ponent, està estructurada amb un arc de mig punt dovellat. Sobre la porta hi ha encastada un lauda sepulcral de l'abadessa Sibil·la de Pinós (1386), i un element esculpit format per un sarcòfag decorat amb arcuacions. Els murs de la nau són reforçats amb estrets i alts contraforts que marquen els trams de la coberta. L'església té dues finestres al mur de migdia, de doble esqueixada i arc de mig punt, i una al centre de la façana. L'església és l'únic vestigi arquitectònic que es conserva del monestir.
Hi ha la Mare de Déu de Valldaura, una talla gòtica dels segles XIV-XV. Pertanyia al Monestir de Santa Maria de Valldaura i actualment és a la Casa Nova.

## Història
L'any 1231 Bernat de la Portella i la seva germana Geralda de Portella varen fundar el monestir de les monges benetes al lloc del Gavar i el dotaren en bens. L'església es va construir a partir de l'any 1233, data en què el bisbe Ponç d'Urgell va donar permís per a edificar l'oratori monacal. Les monges, procedents dels monestirs de Santa Maria de Bovera, s'hi varen instal·lar el 1240, per ordres del papa Gregori IX, i aviat varen rebre la protecció dels nobles del Berguedà i del mateix rei Jaume I. Els senyors del Berguedà en van augmentar el patrimoni al llarg del segle xiii. L'any 1276 Jaume I li cedia els rèdits de la Cerdanya i el Conflent. A finals del segle xiv, la comunitat es va dividir i una part s'instal·là a la ciutat de Berga. L'any 1398, les monges de Valldaura s'instal·laren a Manresa, abandonant així el monestir.